# 豐收節 (馬)
豐收節，是日本純種競賽馬匹。生涯活躍於中距離賽事，曾勝出2016年東京優駿（日本打吡）。

## 出賽前
2013年1月28日出生於北海道安平町北部牧場，成長途中被馬主金子真人購入，馬主名義則以其經營的金子真人控股登錄。
其後交由栗東訓練中心練馬師友道康夫訓練。

## 競賽生涯

### 2歲
2015年10月18日出戰京都競馬場2歲新馬戰，比賽途中於直路大幅拋離對手，最終以2 1/2馬位優勢取得首勝。
然而賽後其被發現流鼻血，因而進入放草並休養。

### 3歲
2016年若駒錦標作爲首戰，比賽初段停留於中團靠後位置下成功於直路衝出，最終以1 1/4馬位優勢取得勝利。
其後出戰彌生賞，同場強敵有上年度朝日盃未來錦標冠亞軍醋丈夫及天域龍馬。比賽開始後，兩名對手於前方推進，而農神節慶則於後方位置追走。進入直路後，其隨即發揮優秀的末腳衝出，直迫情況兩名對手，最終於最後關頭超越醋丈夫下以頸位優勢奪得首個分級賽冠軍。
4月17日出戰皋月賞，由於本次比賽主戰騎師李慕華選擇策騎另一匹由其主戰的賽駒里見光鑽，因而由川田將雅代打策騎。比賽開始後，前方由Respect Earth帶出並做出前1000米58.4秒的快步速，而豐收節則於後方位置等待時機。進入直路後，其於外檔位置加速並跑出全場最佳末腳超越衆多賽駒，可惜仍然落後於稍早前經已佔先的氣概凜然，最終以1 1/4馬位落敗得第二。
完成皋月賞後其直走東京優駿，賽前落後氣概凜然及里見光鑽取得第三人僖。比賽開始後，前方的領放做出平均的步速，而豐收節則並未賽駒留後戰術，意思選擇於中團位置追走。進入直路後，其雖然一度被天域龍馬及里見光鑽夾擊，但仍然可以憑借自身優秀的能力衝出，最終於最後100米率先比兩名對手透出，以8厘米的細微差距戰勝里見光鑽取得首個一級賽冠軍。

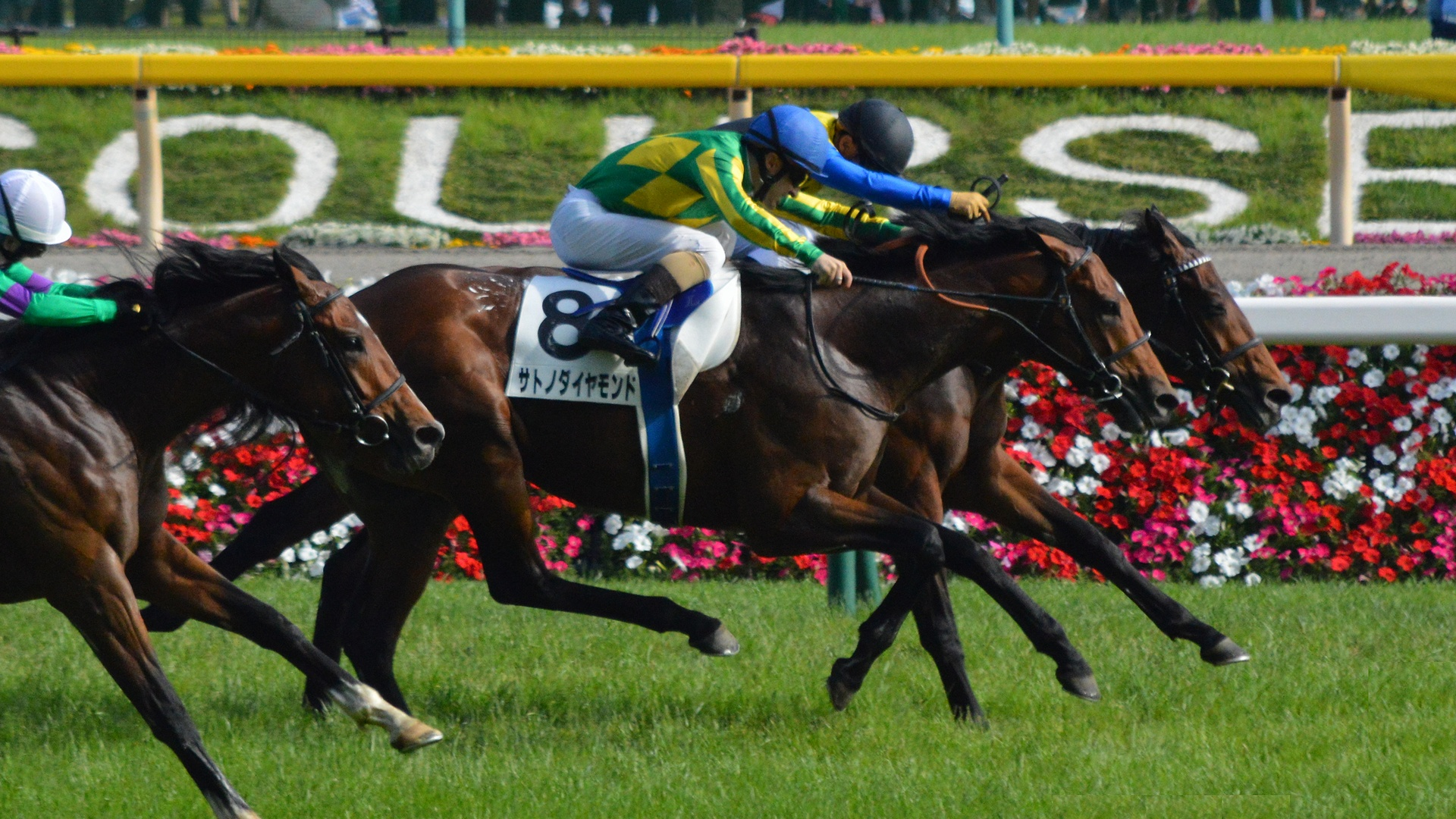
出戰東京優駿的豐收節

贏得打吡有陣營決定安排其遠征法國，並以凱旋門大賽作爲最大目標，因而其於放草後先於7月15日返回栗東訓練中心，並於8月19日飛抵法國當地作準備。
9月11日出戰凱旋門大賽前哨戰尼爾錦標，於比賽當中處於第三的位置緩慢追走，進入直路後加速輕鬆超越前方兩名對手取得冠軍。
其後按照計劃出戰凱旋門大賽，本次比賽強敵衆多，如參賽馬匹之中有本年度杜拜司馬經典賽冠軍容後再決、上年度育馬者盃草地大賽冠軍艷跡可尋、本年度葉森打吡大賽及愛爾蘭打吡雙冠夏辛村及上年度法國打吡冠軍新桂。比賽開始後，順利出閘的豐收節處於中團位置追走，然而進入直路後其並未發揮自身優秀的加速力，停滯不前之下不斷被後方賽駒超越，最終以第十四大敗。
回國後其原本打算出戰有馬紀念，但考慮到其身體恢復程度，最終決定進入休養。

### 4歲
2017年年初出戰京都紀念，比賽途中由後方位置一路加速衝出，但最終仍然不敵前方的對手取得第三。
其後出戰本年度升格爲一級賽的大阪盃，於前1000媽米59.6秒的較快步速下選擇留後等待時機，進入直路後隨即於外檔位置加速衝出，最終以第四完賽。
入秋後以每日王冠作爲起動戰，於其中僅獲得第五。
其後出戰秋季天皇賞及日本盃雖然未能成功掄元，但分別獲得第五及第四的不俗戰績。
然而其於12月中旬被發現骨折，最終需要進入長期休養。

### 5歲
2018年其於8月的札幌紀念復出，於最後直路一度憑借優秀的加速力取得領先，但於最後關頭被白日彗星超越，以鼻位差距遺負得第二。
其後出戰日本盃及有馬紀念，狀態不佳之下僅獲得第七及第十。

### 6歲
進入2019年其以京都紀念作爲年度首戰，於其中敗於賽黃晶及愚者眼界取得第三。
其後於大阪盃於直路上跑出不俗末腳速度下取得第四，然而於寶塚紀念未能加速衝出以第十一大敗。
夏季放草後於10月出戰秋季天皇賞以第十落敗，其後出戰日本盃稍爲回勇跑獲一席第四的入板戰績。

### 7歲
2020年其僅出戰大阪盃及日本盃兩場比賽，分別取得第十一及第九。

### 8歲
2021年以春季天皇賞作爲年度首戰，於其中獲得第八。
其後休養一段時間過後於秋季出戰京都大賞典，賽前僅獲得第九人氣。比賽開始後，其於中團位置展開追走，比賽途中保持穩定的節奏。進入直路後，其隨即於大外檔位置加速，瞬間進佔前方位置取得領先，最終以鼻位優勢壓贏大哲學家取得時隔5年的勝利，亦再度奪得分級賽冠軍。
11月28日出戰日本盃，將和華格納、鐵鳥翱天及大帝進行四代打吡馬的對決，但其於發揮不佳下以第十四大敗。

### 9歲
2022年9歲的豐收節仍然現役，出戰京都紀念、大阪盃及札幌紀念分別取得第十一、第十四及第十六。
10月25日陣營考慮年齡人數，決定安排其退役並取消日本中央競馬會的賽駒註冊。

### 詳細賽績
| 日期       | 舉辦國家 | 馬場   | 距離   | 級別 | 賽事名稱   | 負重 | 騎師     | 馬號 | 出馬 | 名次 | 時間     | 頭馬（二馬） |
| ---------- | -------- | ------ | ------ | ---- | ---------- | ---- | -------- | ---- | ---- | ---- | -------- | ------------ |
| 18/10/2015 | 日本     | 京都   | 草1800 |      | 2歲新馬    | 55   | 杜滿萊   | 05   | 11   | 1    | 1:47.7   | （Enbharr）  |
| 23/1/2016  | 日本     | 京都   | 草2000 | OP   | 若駒錦標   | 56   | 李慕華   | 05   | 08   | 1    | 2:02.4   | （探索火星） |
| 6/3/2016   | 日本     | 中山   | 草2000 | GII  | 彌生賞     | 56   | 李慕華   | 11   | 12   | 1    | 1:59.9   | （醋丈夫）   |
| 17/4/2016  | 日本     | 中山   | 草2000 | GI   | 皋月賞     | 57   | 川田將雅 | 03   | 18   | 2    | 1:58.1   | 氣概凜然     |
| 29/6/2016  | 日本     | 東京   | 草2400 | GI   | 東京優駿   | 57   | 川田將雅 | 03   | 18   | 1    | 2:24.0   | （里見光鑽） |
| 11/9/2016  | 法國     | 尚蒂伊 | 草2400 | GII  | 尼爾錦標   | 58   | 李慕華   | 5    | 05   | 1    | 2:35.84  | （期中考）   |
| 2/10/2016  | 法國     | 尚蒂伊 | 草2400 | GI   | 凱旋門大賽 | 56   | 李慕華   | 14   | 16   | 14   | 紀錄缺失 | 艷跡可尋     |
| 12/2/2017  | 日本     | 京都   | 草2200 | GII  | 京都紀念   | 57   | 莫雅     | 03   | 10   | 3    | 2:14.3   | 里見皇冠     |
| 2/4/2017   | 日本     | 阪神   | 草2000 | GI   | 大阪盃     | 57   | 李慕華   | 14   | 14   | 4    | 1:59.3   | 北部玄駒     |
| 8/10/2017  | 日本     | 東京   | 草1800 | GII  | 每日王冠   | 57   | 内田博幸 | 02   | 12   | 6    | 1:45.9   | 不撓真鋼     |
| 29/10/2017 | 日本     | 東京   | 草2000 | GI   | 秋季天皇賞 | 58   | 内田博幸 | 15   | 18   | 5    | 2.09.5   | 北部玄駒     |
| 26/11/2017 | 日本     | 東京   | 草2400 | GI   | 日本盃     | 57   | 内田博幸 | 11   | 17   | 4    | 2:24.6   | 高尚駿逸     |
| 19/8/2018  | 日本     | 札幌   | 草2000 | GII  | 札幌紀念   | 57   | 李慕華   | 05   | 16   | 2    | 2:01.1   | 白日彗星     |
| 28/10/2018 | 日本     | 東京   | 草2000 | GI   | 秋季天皇賞 | 58   | 武豐     | 06   | 12   | 7    | 1.57.7   | 金之霸       |
| 23/12/2018 | 日本     | 中山   | 草2500 | GI   | 有馬紀念   | 57   | 岩田康誠 | 04   | 16   | 10   | 2.33.0   | 防爆裝束     |
| 20/2/2019  | 日本     | 京都   | 草2200 | GII  | 京都紀念   | 57   | 岩田康誠 | 12   | 12   | 3    | 2:14.9   | 賽黃晶       |
| 31/3/2019  | 日本     | 阪神   | 草2000 | GI   | 大阪盃     | 57   | 岩田康誠 | 01   | 14   | 4    | 2:01.2   | 艾恩遺跡     |
| 23/6/2019  | 日本     | 阪神   | 草2200 | GI   | 寶塚紀念   | 58   | 岩田康誠 | 07   | 12   | 11   | 2:12.9   | 雍容白荷     |
| 27/10/2019 | 日本     | 東京   | 草2000 | GI   | 秋季天皇賞 | 58   | 武豐     | 08   | 16   | 10   | 1.57.6   | 杏目         |
| 24/11/2019 | 日本     | 東京   | 草2400 | GI   | 日本盃     | 57   | 武豐     | 14   | 15   | 4    | 2:26.5   | 文雅之士     |
| 5/4/2020   | 日本     | 阪神   | 草2000 | GI   | 大阪盃     | 57   | 希威森   | 09   | 12   | 11   | 1:59.5   | 旺紫丁       |
| 29/11/2020 | 日本     | 東京   | 草2400 | GI   | 日本盃     | 57   | 三浦皇成 | 12   | 15   | 9    | 2:24.2   | 杏目         |
| 2/5/2021   | 日本     | 阪神   | 草3200 | GI   | 春季天皇賞 | 58   | 藤岡康太 | 06   | 17   | 8    | 3:16.5   | 世界首映     |
| 10/10/2021 | 日本     | 阪神   | 草2400 | GII  | 京都大賞典 | 57   | 藤岡康太 | 08   | 14   | 1    | 2:24.5   | （大哲學家） |
| 28/11/2021 | 日本     | 東京   | 草2400 | GI   | 日本盃     | 57   | 藤岡康太 | 15   | 18   | 14   | 2:26.5   | 鐵鳥翱天     |
| 13/2/2022  | 日本     | 阪神   | 草2200 | GII  | 京都紀念   | 57   | 岩田望来 | 12   | 13   | 11   | 2:13.3   | 非洲寶金     |
| 3/4/2022   | 日本     | 阪神   | 草2000 | GI   | 大阪盃     | 57   | 岩田望来 | 16   | 16   | 14   | 2:00.0   | 菜圃向榮     |
| 21/8/2022  | 日本     | 札幌   | 草2000 | GII  | 札幌紀念   | 57   | 武豐     | 1    | 16   | 16   | 2:04.6   | 金積驥       |

## 退役後
退役後，豐收節成爲了配種馬，於北海道新日高町Lex Stud休養，在2023年進行配種。首批子嗣將於2024年出生。首批子嗣可於2026年出賽。

## 血統簡介
父系大震撼爲日本賽駒，爲日本賽馬史上第二匹無敗三冠馬，生涯出戰十四場賽事僅得兩場未能勝出，退役後配種成績亦極爲優秀。祖父週日寧靜是美國三冠賽雙軍馬，退役後在日本配種，在日本馬壇相當成功，贏得多項分級賽事，其子嗣贏得巨額獎金。
母系Wikiwiki爲日本賽駒，生涯出賽五場賽僅勝出一場。外祖父French Deputy爲美國賽駒，曾勝出二級賽。

### 血統表
| 父線：週日寧靜系（Halo系）       |                              |                 |                 |
| 種馬 大震撼 2002年（棗色）       | 週日寧靜 1986年（棕色）      | Halo            | Hail to Reason  |
| 種馬 大震撼 2002年（棗色）       | 週日寧靜 1986年（棕色）      | Halo            | Cosmah          |
| 種馬 大震撼 2002年（棗色）       | 週日寧靜 1986年（棕色）      | Wishing Well    | Understanding   |
| 種馬 大震撼 2002年（棗色）       | 週日寧靜 1986年（棕色）      | Wishing Well    | Mountain Flower |
| 種馬 大震撼 2002年（棗色）       | 風中秀髮 1991年（棗色）      | Alzao           | 利法爾          |
| 種馬 大震撼 2002年（棗色）       | 風中秀髮 1991年（棗色）      | Alzao           | Lady Rebecca    |
| 種馬 大震撼 2002年（棗色）       | 風中秀髮 1991年（棗色）      | Burghclere      | Busted          |
| 種馬 大震撼 2002年（棗色）       | 風中秀髮 1991年（棗色）      | Burghclere      | Highclere       |
| 繁殖雌馬 Wakiwaki 2004年（棗色） | French Deputy 1990年（栗色） | Deputy Minister | Vice Regent     |
| 繁殖雌馬 Wakiwaki 2004年（棗色） | French Deputy 1990年（栗色） | Deputy Minister | Mint Copt       |
| 繁殖雌馬 Wakiwaki 2004年（棗色） | French Deputy 1990年（栗色） | Mitterand       | Hold Your Peace |
| 繁殖雌馬 Wakiwaki 2004年（棗色） | French Deputy 1990年（栗色） | Mitterand       | Laredo Lass     |
| 繁殖雌馬 Wakiwaki 2004年（棗色） | Real Number 1997年（棗色）   | Rainbow Corner  | 追逐彩虹        |
| 繁殖雌馬 Wakiwaki 2004年（棗色） | Real Number 1997年（棗色）   | Rainbow Corner  | Kingscote       |
| 繁殖雌馬 Wakiwaki 2004年（棗色） | Real Number 1997年（棗色）   | Numeraria       | Southern Halo   |
| 繁殖雌馬 Wakiwaki 2004年（棗色） | Real Number 1997年（棗色）   | Numeraria       | Numismatica     |
| 雌系：號族：1-m                  |                              |                 |                 |
| 五代內近親交配：{{{cross}}}      |                              |                 |                 |

## 命名由來
名字Makahiki（マカヒキ）是夏威夷族於新年時候慶祝收穫的祭典，香港取意譯，翻譯為「豐收節」。

## 外部連結
- 豐收節 netkeiba.com （页面存档备份，存于）
- 血統表 （页面存档备份，存于）